# 第一公理会教堂 (明尼阿波利斯)
第一公理会教堂（First Congregational Church）是明尼阿波利斯的一座教堂，红色砂岩哥特式-罗曼式建筑。该建筑初建时，位于Marcy-Holmes住宅区内；当时周围环绕着富商豪绅的豪宅，现在此街区人口已发生变化，主要是明尼苏达大学的学生。建筑师Warren H. Hayes (1847-1899)是19世纪明尼阿波利斯最好的教堂设计师，曾设计各各他浸信会、卫理公会福勒堂、卫理公会卫斯理堂,以及圣保罗中央长老会教堂。 
第三十八届美国副总统休伯特·汉弗莱为该堂信徒。